# Stenamma africanum
Stenamma africanum är en myrart som beskrevs av Santschi 1939. Stenamma africanum ingår i släktet Stenamma och familjen myror.

## Underarter
Arten delas in i följande underarter:
- S. a. africanum
- S. a. submuticum